# Tarantella (Film)
Tarantella (OT: The Firefly) ist eine US-amerikanische Filmoperette aus dem Jahr 1937 und das erste reine Soloprojekt von Jeanette MacDonald seit ihrem Wechsel zu MGM Mitte 1933. Die Regie des Films lag in den Händen von Robert Z. Leonard. Tarantella übernahm von der Operette The Firefly von Rudolf Friml und Otto Harbach nur die Lieder, verband diese jedoch mit einer ganz neuen Handlung.

## Handlung
Im Jahre 1808 wird Ferdinand VII. von Napoleon gezwungen, auf den spanischen Thron zu verzichten. Nina Maria, in ganz Madrid bekannt als „The Firefly“, ist von der Entwicklung entsetzt und beschließt, ganz Patriotin, die sie ist, gegen die Franzosen zu arbeiten. Sie wird Spionin im Dienste der Engländer. Nach der siegreichen Schlacht von Vitoria 1813 kann Nina endlich in die Arme ihres Geliebten Don Diego sinken, nachdem ihre Romanze in den Vorjahren zahlreiche Proben zu bestehen hatte.

## Hintergrund
Jeanette MacDonald bildete seit 1935 mit Nelson Eddy ein populäres Leinwandpaar, dessen letzter gemeinsamer Film Maienzeit zu den erfolgreichsten MGM-Produktionen bis dahin überhaupt gehörte. MacDonald war es jedoch zunehmend leid, immer nur die Partnerin von Eddy zu sein und verlangte nach Soloauftritten. Tarantella blieb dem Genre der Operette, dem die Schauspielerin ihre Popularität verdankte treu, gab ihr jedoch eine wesentlich dramatischere Hintergrundgeschichte als die eher seichten Liebesgeplänkel ihrer vorherigen Auftritte. Der Film nimmt im Original seinen Namen sowie die Lieder von der Operette The Firefly, die Rudolf Friml und Otto Harbach 1912 mit Erfolg auf die Bühne brachten. Von der ursprünglichen Geschichte um eine junge Waise, die in Italien zur gefeierten Sängerin aufsteigt, blieb allerdings nichts erhalten. Stattdessen wurde eine neue Rahmenhandlung geschrieben, die während der napoleonischen Kriege auf der Iberischen Halbinsel spielt.
Obwohl der Name von Jeanette MacDonald allein über dem Titel steht, bestand sie während der Dreharbeiten darauf, dass ihr Partner Allan Jones als Co-Star zu behandeln sei und am Ende in deutlich mehr Szenen zu sehen war als konzipiert. Der am Ende enttäuschend geringe Gewinn des Films überzeugte das Studio, das Leinwandpaar MacDonald und Eddy wieder vor die Kamera zu bringen. Allerdings blieb Im goldenen Westen am Ende finanziell deutlich hinter den hohen Erwartungen zurück.

## Kinoauswertung
Mit Produktionskosten von 1.495.000 US-Dollar war Tarantella eine überdurchschnittlich teure Produktion und entsprach dem Prestige von Jeanette MacDonald zu dem Zeitpunkt im Studio. In den USA war der Film nur leidlich erfolgreich und spielte mit 1.244.0000 US-Dollar einen guten, aber keinen Spitzenwert ein. Aus dem Ausland kamen weitere 1.430.000 US-Dollar, was ein kumuliertes Gesamtergebnis von 2.674.000 US-Dollar ergab. Am Ende verblieb dem Studio allerdings nur ein magerer Gewinn von 163.000 US-Dollar.

## Musik
Wie von den Fans erwartet, wurde in dem Film oft und ausführlich gesungen. Die Lieder stammen aus der Feder von Rudolf Friml (Musik) und Otto Harbach (Text).
- Love Is Like a Firefly
- Danse Jeanette
- The Donkey Serenade
- Sympathy
- A Woman’s Kiss
- Giannina Mia
- He Who Loves And Runs Away
- When a Maid Comes Knocking At Your Heart
- I Love You Don Diego
- Para La Salud